# Rue Gustave-Nadaud
Pour les articles homonymes, voir Nadaud.
La rue Gustave-Nadaud est une voie du 16e arrondissement de Paris, en France.

## Situation et accès

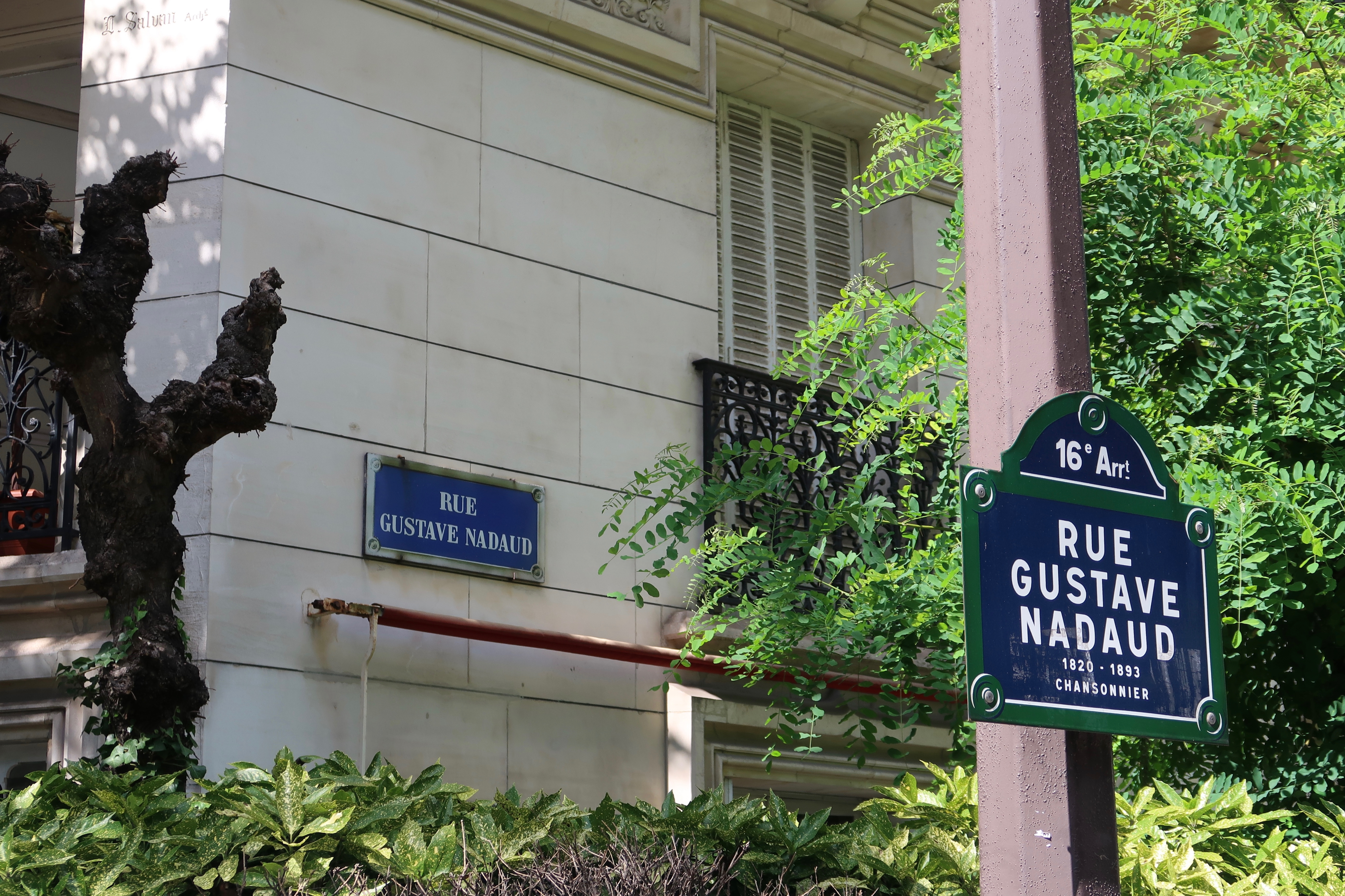
Plaques.

La rue Gustave-Nadaud est une voie publique située dans le 16e arrondissement de Paris. Longue de 85 mètres, elle débute aux 11-15, rue de la Pompe et se termine au 12, boulevard Émile-Augier.
Le quartier est desservi par la ligne 9 à la station La Muette.

## Origine du nom

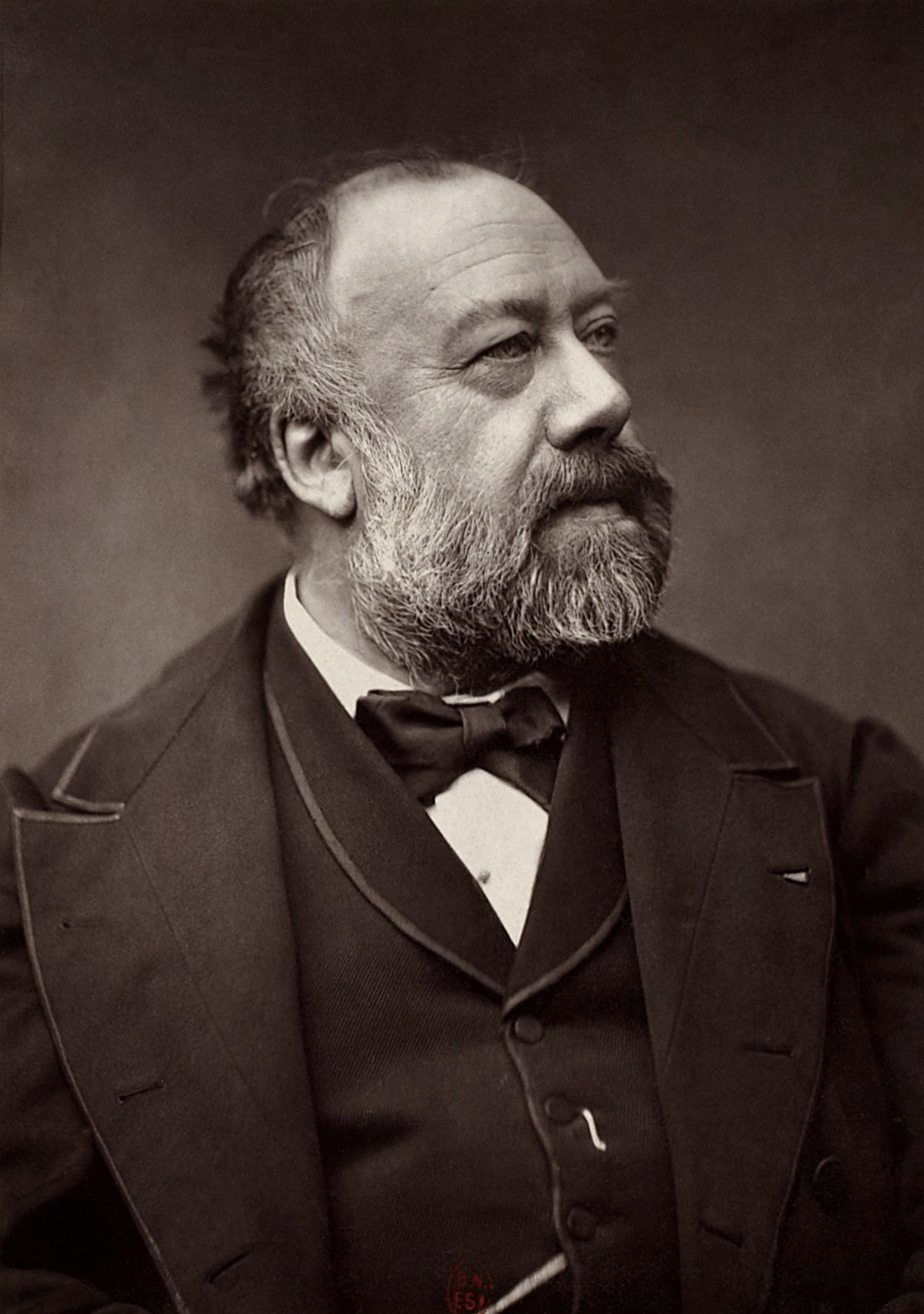
Gustave Nadaud.

Elle rend hommage au musicien et chansonnier français Gustave Nadaud (1820-1893).

## Historique

### Évolution du tracé
À l'origine, à partir de 1854, cette voie fait partie de l’avenue de la Petite-Muette, qui comprenait également le segment méridional de l'actuel boulevard Émile-Augier, entre le croisement avec la rue Gustave-Nadaud et celui avec la chaussée de la Muette. En 1894, ce tronçon est détaché de l'avenue et rattaché au boulevard, prenant le nom du dramaturge Émile Augier,.
La partie nord-est de l'ancienne avenue, entre le désormais boulevard Émile-Augier et la rue de la Pompe, prend sa dénomination actuelle par un arrêté du 28 décembre 1894 et est classée dans la voirie parisienne par un décret du 10 juin 1896.
La rue débouche sur le no 11 rue de la Pompe, là où se trouvait autrefois un chalet habité par Jules Janin.

### La Petite-Muette
Le nom de l’avenue de la Petite-Muette a pour origine les dépendances du château de la Muette voisin, un ensemble de bâtiments appelé « Petite-Muette » qui allait jusqu'à la rue de la Pompe. Ils accueillirent les écuries royales de Louis XVI et la vénerie impériale sous le Premier Empire. L'aménagement du chemin de fer d'Auteuil conduit à la disparition de la majorité du site, le reste étant démoli en 1891.

## Bâtiments remarquables et lieux de mémoire
- Angle boulevard Émile-Augier et rue Gustave-Nadaud : immeuble datant de la fin du XIXe siècle réalisé par l'architecte Louis Salvan[3].
- L'écrivain Maurice Sand résida au no 3 de l’avenue de la Petite-Muette[1].

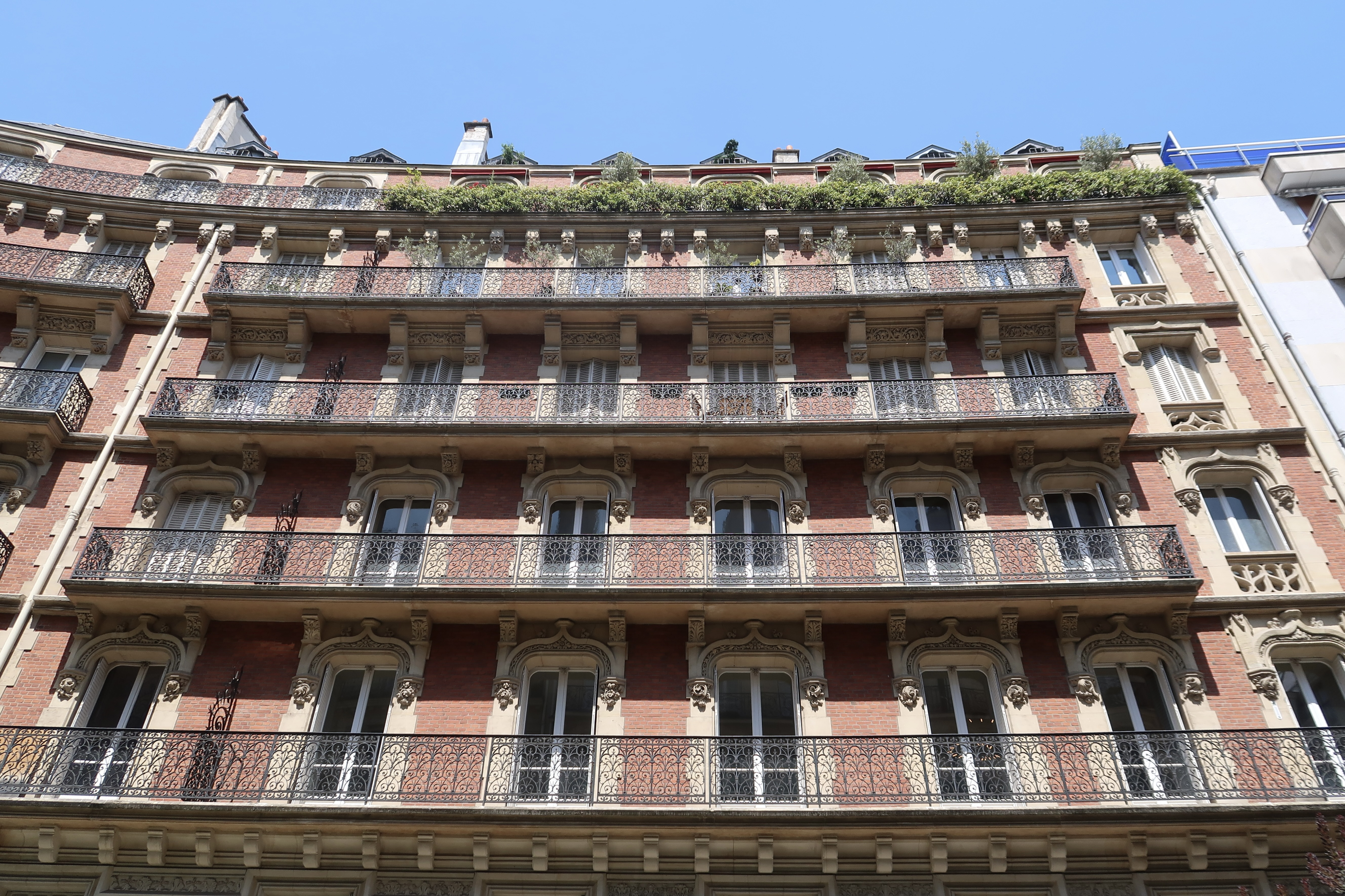